# Сплитско-макарска надбискупија
Сплитско-макарска надбискупија (лат. Archidioecesis metropolitana Spalatensis-Macarscensis) је римокатоличка надбискупија и метрополија, са сједиштем у далматинском граду Сплиту, у данашњој Хрватској. Према стању из 2020. године, обухвата 187 католичких жупа, са 371 свештеником.
Почевши од 1969. године, Сплитско-макарска надбискупија је уједно и архидијецеза Сплитско-макарске метрополије (црквене покрајине), којој припадају и следеће бискупије: Шибенска, Хварска, Дубровачка и Которска. Почевши од 2022. године, надлежни сплитско-макарски надбискуп је Дражен Кутлеша.

## Предисторија
Појава раног хришћанства на источној обали Јадрана везује се за прве вјекове хришћанске историје. Током античког периода, у већим градовима провинције Далмације развијају се локалне епископије, а најзначајнија међу њима била је епископија у античкој Салони. Након пропасти Салоне почетком 7. века, становништво је избјегло у оближњи Сплит, који је остао под врховном влашћу Византијског царства. У административном погледу, Сплит је припао византијској теми Далмацији, чији је главни град био Задар.
Заједно са античком Салоном, пропала је и древна Салонитанска митрополија, која је имала јурисдикцију над цијелом Далмацијом. Почевши од 7. вијека, нови црквени центар постао је оближњи Сплит. На подручју тадашње Сплитске епископије укрштали су се утицаји западног и источног хришћанства. У раду Седмог васељенског сабора (787) учествовао је и сплитски епископ Јован.

## Историја
Историја савремене Сплитско-макарске надбискупије наставља се на историју старијих хришћанских установа, које су на том подручју постојале прије Великог раскола (1054).
У историографији постоје различите претпоставке о положају далматинских епископија у односу на велике црквене центре у Риму, Аквилеји и Цариграду. Пошто су епископије у суседној византијској Драчкој теми биле у саставу Драчке митрополије, која је припадала Цариградској патријаршији, поједини истраживачи су покушали да докажу да су и далматинске епископије током 8. и 9. вијека такође прешле под належност Цариграда, али та претпоставка није наишла на шире прихватање у науци.

### Проблем сплитских сабора
Посебан проблем у историографији представља и питање о аутентичности аката који се односе на наводно одржавање појединих црквених сабора у Сплиту почетком 10. века. Према тим актима, који су сачувани само у познијим преписима, ријеч је о саборима који се датују у 925. и 928. годину. У истим актима описано је преуређење сплитске црквене покрајине, које је спроведено по обрасцу Римске цркве. Такође је ријешено и питање о уређењу односа између подручних црквених центара у Дубровнику и Котору. У актима се поред хрватских помиње и учешће српских великаша на засједању сабора, што се односило на кнеза Михаила Вишевића, владара Захумља, чији се црквени центар (Стон) такође налазио под Сплитом.
Један од основних проблема који се односе на питање о историчности поменутих сплитских сабора проистиче из потпуног одсуства њиховог помена у чувеном историографском дјелу Томе Архиђакона (13. вијек) под насловом Historia Salonitana (minor). То дјело је било посвећено управо историји сплитске цркве, а аутор је био сплитски свештеник, који је добро познавао црквену прошлост свог града. Тек у 16. вијеку, настала је нова (прерађена и проширена) верзија истог дјела (Historia Salonitana Maior) у коју су унијети и наративи о поменутим сплитским саборима.

### Одвајање Дубровника
Средином 10. вијека, порастао је значај Дубровника као најзначајнијег урбаног и црквеног центра на јужним подручјима византијске теме Далмације. Према претпоставкама појединих истраживача, одвајање од Сплита и оснивање посебне црквене покрајине са центром у Дубровнику требало би довести у везу са поменом тог града као метрополе у појединим списима византијског цара Константина VII Порфирогенита, а ту претпоставку додатно потврђују и поједини млетачки извори са краја 10. вијека, који свједоче да је црквена покрајина са центром у Дубровнику у то вријеме већ уелико постојала.
Тиме је надлежност Сплита сведена на средњу и сјеверну Далмацију, са припадајућим хрватским залеђем. Све до краја постојања теме Далмације, црквени центри у византијским градовима на источној обали Јадрана, укључујући и Сплит, уживали су знатан степен унутрашње самоуправе.

### Сплитска надбискупија
Недуго након званичног прихватања уметка Filioque од стране Римске цркве (1014), дошло је до Великог раскола (1054) и постепеног ширења и учвршћивања новог (филиоквистичког) учења у приморским градовима и областима на источној обали Јадрана, укључујући и Сплит. Тако је на подручју раније (правоверне) Сплитске епископије настала филиоквистичка Сплитска надбискупија, која је опстала и током наредних периода млетачке и угарске, односно хабзбуршке власти.
Средином 12. вијека, из састава Сплитске надбискупија издвојена је Задарска надбискупија са сјеверним острвским бискупијама, чиме је опсег надлежности Сплита занатно умањен.

### Сплитско-макарска бискупија
Сплитска надбискупија је 1828. године уједињена са сусједном Макарском бискупијом, али том приликом је извршено снижавање са надбискупског на бискупски степен, чиме је створена Сплитско-макарска бискупија, која је потом потчињена Задарској надбискупији. То ријешење је било политичке природе, пошто је Задар у то вријеме био главни град Аустријске Далмације.
Пошто је Задар након Првог свјетског рата припао Краљевини Италији, све далматинске бискупије (укључујући и Сплитско-макарску) стављене су 1922. године под непосредну надлежност Ватикана. Тада се јавио покрет за обнову надбискупије са сједиштем у Сплиту, што је потом и унето у Конкордат (1935) између Краљевине Југославије и Ватикана, али тај акт никада није био ратификован, тако да ни поменуто ријешење није спроведено у дјело.

### Сплитско-макарска надбискупија
Након дугих преговора, Сплитско-макарска бискупија је 1969. године уздигнута на степен надбискупије, а том приликом је установљена и Сплитско-макарска метрополија (црквена покрајина), којој су припале и следеће бискупије: Шибенска, Хварска, Дубровачка и Которска.

## Метрополија
Према подацима из 2004, у Сплитско-макарској надбискупији је било 428.382 католика (92% становништва), 353 свештеника и 186 жупа. Главни храм је Сплитска катедрала.
Сплитско-макарска надбискупија се простире на површини од 4.088 km². Она је уједно и метрополија којој су подложне 4 суфраганске бискупије: Шибенска, Хварска, Дубровачка и Которска.

## Надбискупи
- Фране Франић (1969—1988)
- Анте Јурић (1988—2000)
- Марин Баришић (2000-2022)
- Дражен Кутлеша (од 2022)